# Futon
Se även Futon (musikgrupp).

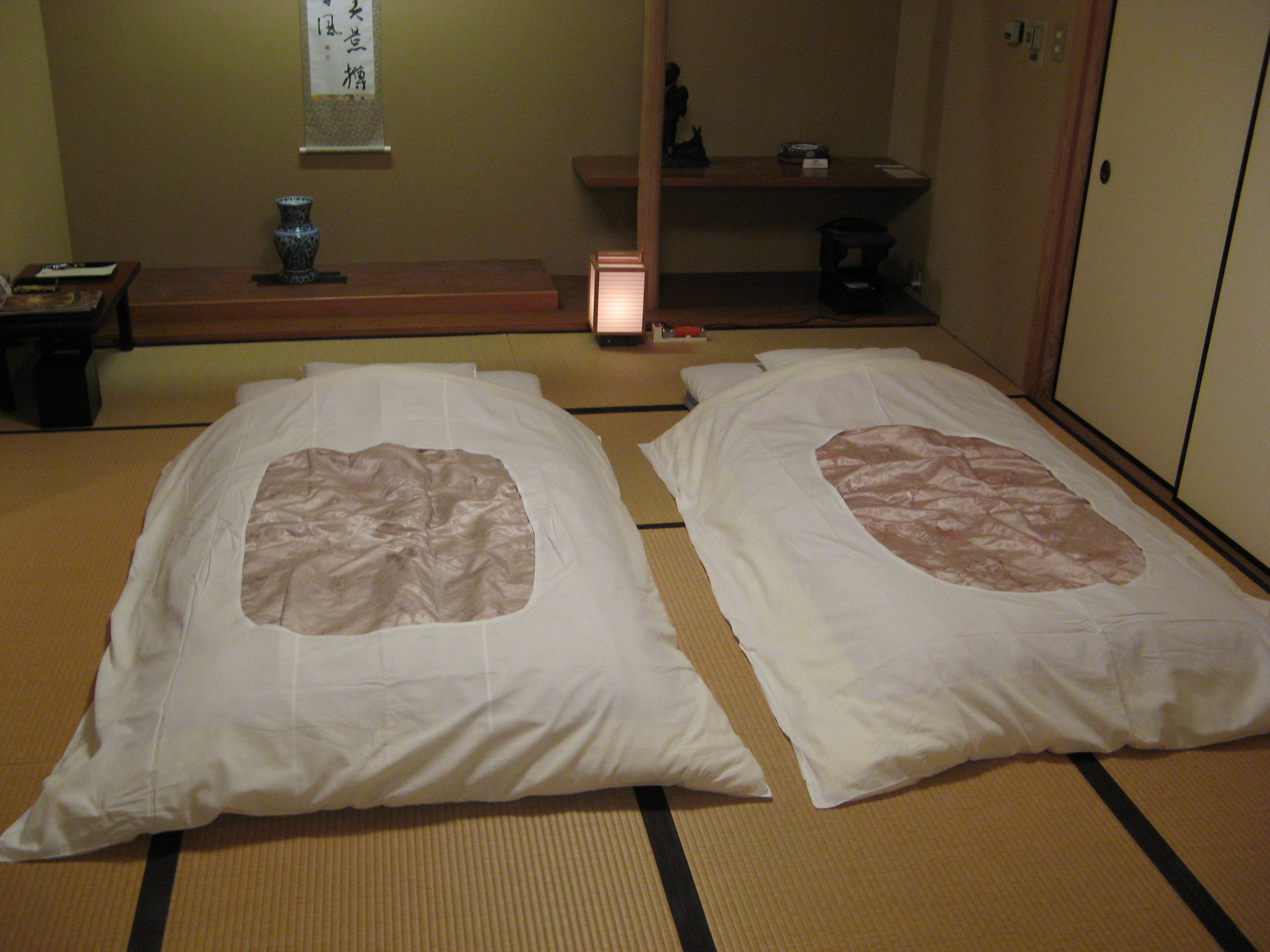
Japansk futon

En futon är en japansk madrass. Oftast är en futon av bomull med stoppning av bomullsfibrer. I traditionella japanska hem bäddar man med futonen direkt på golvet eller på en tatamimatta, men en futon kan också ligga i en ram. Under dagtid förvaras en futon vanligen hoprullad dock inte om den ligger i en ram.
I Sverige och övriga västvärlden säljs det soffor som kallas för "futon" eller "futon-bäddsoffa". Ordet syftar då på hela konstruktionen, som dagtid är en sittsoffa men som med enkla handgrepp görs om till en bädd.